# Passo de Torres
Passo de Torres is een gemeente in de Braziliaanse deelstaat Santa Catarina. De gemeente telt 5.690 inwoners (schatting 2009).